# Tiverton (Cheshire)
Tiverton is een civil parish in het bestuurlijke gebied Cheshire West and Chester, in het Engelse graafschap Cheshire met 318 inwoners.